# Villisca
Villisca és una població dels Estats Units a l'estat d'Iowa. Segons el cens del 2000 tenia 1.344 habitants.

## Demografia
Segons el cens del 2000, Villisca tenia 1.344 habitants, 576 habitatges, i 347 famílies. La densitat de població era de 271,7 habitants/km².
Dels 576 habitatges en un 26,7% hi vivien nens de menys de 18 anys, en un 46,2% hi vivien parelles casades, en un 10,2% dones solteres, i en un 39,6% no eren unitats familiars. En el 34,9% dels habitatges hi vivien persones soles el 19,1% de les quals corresponia a persones de 65 anys o més que vivien soles. El nombre mitjà de persones vivint en cada habitatge era de 2,23 i el nombre mitjà de persones que vivien en cada família era de 2,87.
Per edats la població es repartia de la següent manera: un 24% tenia menys de 18 anys, un 7,1% entre 18 i 24, un 22,8% entre 25 i 44, un 21,2% de 45 a 60 i un 24,9% 65 anys o més.
L'edat mediana era de 42 anys. Per cada 100 dones de 18 o més anys hi havia 79,1 homes.
La renda mediana per habitatge era de 26.694 $ i la renda mediana per família de 34.345 $. Els homes tenien una renda mediana de 28.500 $ mentre que les dones 20.292 $. La renda per capita de la població era de 14.067 $. Entorn del 9,3% de les famílies i el 12,9% de la població estaven per davall del llindar de pobresa.

## Poblacions més properes
El següent diagrama mostra les poblacions més properes.